# Petit-duc du Balsas
Megascops seductus
Espèce
Synonymes
- Otus vinaceus seductus Moore, 1941
(protonyme)
- Otus seductus Moore, 1941

Statut de conservation UICN

 LC  : Préoccupation mineure
Statut CITES
Le Petit-duc du Balsas (Megascops seductus) est une espèce d'oiseaux de la famille des Strigidae.

## Répartition
Cette espèce est endémique du Mexique.